# Five Nights at Freddy’s (игра)
Five Nights at Freddy’s (с англ. — «Пять ночей у Фредди») — независимая компьютерная игра в жанрах point-and-click и survival horror, разработанная и изданная в 2014 году американским игровым дизайнером Скоттом Коутоном. Выход игры для персональных компьютеров состоялся 8 августа 2014 года. 27 августа состоялся выход игры для Android, а 11 сентября вышла версия для операционной системы iOS. 29 ноября 2019 года игра была выпущена на консолях PlayStation 4, Xbox One и Nintendo Switch.
Действие игры происходит в пиццерии под названием «Freddy Fazbear’s Pizza», в которой персонаж игрока выступает в качестве ночного охранника, который должен обороняться от «оживающих» по ночам аниматроников посредством своевременного закрытия электронных дверей, через которые они пытаются проникнуть в кабинет главного героя.
Five Nights at Freddy’s была высоко оценена критиками за уникальный подход к жанру survival horror, уделение особого внимания на её упрощённую графику, вместе с тем, как её игровая механика и эстетика способствовали нарастанию ощущения страха и паранойи. После выпуска игра стала самой продаваемой игрой недели на платформе Desura и быстро набрала широкую популярность на видеохостинге YouTube. Успех данной игры положил начало целой медиафраншизы, куда вошли многочисленные продолжения, спин-оффы и книги. На основе игры были разработаны многочисленные фанатские игры и игровые подражатели, а также был выпущен одноимённый фильм..

## Игровой процесс
Five Nights at Freddy’s — игра в жанре survival horror с элементами point-and-click. Игрок управляет ночным охранником, работающим в пиццерии «Freddy Fazbear’s Pizza», который должен пережить свою смену, длящуюся с 12 часов ночи до 6 часов утра. За игроком охотятся четыре аниматроника: медведь Фредди Фазбер (англ. Freddy Fazbear), кролик Бонни (англ. Bonnie the Bunny), курица Чика (англ. Chica the Chicken) и лис Фокси (англ. Foxy).
Игрок находится в своём офисе, смотрит в планшет, следя за аниматрониками через камеры наблюдения, закрывает двери для защиты. Каждый аниматронный персонаж ходит по пиццерии и имеет чёткие шаблоны перемещения. Помещения почти не освещаются, а картинка на камерах низкого качества. Камеры покрывают определённые области здания, в частности, оба коридора слева и справа от офиса. Игрок не может покидать комнату охраны и в принципе перемещаться. Использование планшета с камерами и дверей с фонариками, с помощью которых можно проверить, есть ли рядом аниматроник, расходует энергию — если она закончится, камеры не будут работать, двери откроются, погаснет свет и включится аварийное освещение. Как только это произойдёт, появится медведь Фредди в левом дверном проёме, и, мигая, будет играть марш Тореадора. После случайного количества времени, в офисе отключится аварийное освещение и Фредди убьёт игрока (при условии, если игрок не смог дожить до 6 часов). Скример любого аниматроника означает поражение.
Игра имеет пять основных уровней, именуемых «ночами». С каждой ночью сложность игры повышается. Прохождение пяти ночей открывает доступ к более сложной шестой ночи. Завершение шестой ночи откроет седьмую, в которой, в отличие от остальных уровней, игрок может настроить уровень ИИ каждого аниматроника.

## Сюжет
Главный герой игры, Майк Шмидт, устроился на работу ночным охранником в семейную пиццерию «Freddy Fazbear’s Pizza», принадлежащую вымышленной компании «Fazbear Entertainment». До Майка здесь работал другой человек, который записал голосовые сообщения, в которых объясняет мрачные тайны истории пиццерии. Такие записи проигрываются до четвёртой ночи, во время неё он и погибает. В сообщениях он рассказывает Майку, что четыре аниматронных персонажа (медведь Фредди, кролик Бонни, курица Чика и лис Фокси) бродят ночами, чтобы их сервоприводы не закисли от долгого простоя. Бывший охранник также объясняет ему, что, встретив человека ночью, аниматроники воспримут его как эндоскелет без костюма, из-за чего они будут пытаться его «одеть» в костюм, что приведёт к смерти.
На протяжении всей игры будут встречаться газетные вырезки и истории из телефонных звонков, в которых выясняется, что репутация ресторана сильно пострадала. Бывший охранник упоминает инцидент «Укус 87», в котором аниматроник откусил ребёнку лобную долю головы. Вырезки из газет в восточном коридоре гласят, что в пиццерии предположительно произошло массовое убийство: предполагается, что мужчина в костюме аниматроника заманил пятерых детей в заднюю комнату и убил их. Позже в ресторан стали поступать жалобы, что аниматроники стали неприятно пахнуть, а из пасти и глаз сочатся кровь и слизь. Один из посетителей сравнил их с «ожившими трупами», намекая, что трупы убитых детей скрыты внутри аниматроников, а души детей управляют ими. После седьмой ночи Майка Шмидта увольняют за непрофессионализм и дурной запах.

## Разработка и выпуск
До создания Five Nights at Freddy’s Скотт Коутон занимался разработкой довольно специфических проектов — от игр с религиозным подтекстом до симулятора посадки овощей. Все свои игры Скотт публиковал в Steam Greenlight, часть из них попала в основной магазин Steam, но не получила должного успеха. Но предыдущий на тот момент его проект для детей, Chipper & Sons Lumber Co., подвергся очень жёсткой критике из-за анимации персонажей. Персонажей этой игры называли «аниматронными животными», а критик Джим Стерлинг назвал игру ужасающей. Вместе с этим, Chipper & Sons Lumber Co. также критиковали за слишком странный игровой процесс. Из-за этой игры, на которую Скотт возлагал большие надежды, он лишился страховки и едва не впал в депрессию. Но несмотря на весьма отрицательный отклик, разработчик не сдался и воспользовался критикой, чтобы сделать страшную игру. Для разработки Five Nights at Freddy’s, Коутон использовал движок Clickteam Fusion 2.5, а для моделирования и визуализации 3D-графики — Autodesk 3Ds Max. На создание игры ушло шесть месяцев. В создании звуковых эффектов игры использованы громкий крик, а также смех ребёнка — первый звучит, когда аниматроники проникают в офис, второй используется во время перемещения Фредди по пиццерии. Один из персонажей игры, лис Фокси, был смоделирован Коутоном во время поездки по ухабистой дороге; позже он говорил, что именно поэтому Фокси выглядит расстроенным.
Выход Five Nights at Freddy’s состоялся в интернет-платформе Desura 8 августа 2014 года. 20 августа того же года игра вышла в Steam. Версия для Android вышла 27 августа в Google Play. 11 сентября состоялся выход игры на iOS. Версия для Windows Phone вышла 5 декабря, но через пять дней после выхода игра была удалена из магазина Microsoft из-за графического внешнего вида порта.
В начале осени 2019 года Скотт Коутон заявил о желании выпустить игру на консолях восьмого поколения. 29 ноября Five Nights at Freddy’s вышла на PlayStation 4, Xbox One и Nintendo Switch. В октябре следующего года игра вместе с последующими тремя частями стала доступна по подписке Game Pass для Xbox и Windows, а также для Android.

## Отзывы критиков
| Сводный рейтинг    | Сводный рейтинг |
| Агрегатор          | Оценка          |
| ------------------ | --------------- |
| GameRankings       | 85,00 %         |
| Metacritic         | 78/100          |
| Иноязычные издания |                 |
| Издание            | Оценка          |
| GameRevolution     | [ 25 ]          |
| GameSpot           | 8/10            |
| Nintendo Life      | 7/10            |
| PC Gamer (US)      | 80/100          |
| Gamezebo           | [ 29 ]          |

Игра Five Nights at Freddy’s получила множество положительных отзывов. Сайт-агрегатор Metacritic дал игре 78 баллов из 100, что указывает на «положительные отзывы». Indie Game Magazine оценил Five Nights at Freddy’s за его простой подход к жанру хоррор, отметив, что её художественное направление и игровая механика способствует нагнетанию чувства «жёсткой напряжённости», усиливаемого тем, что игрок может быть знаком с подобными ресторанами, вроде Chuck E. Cheese’s, и что «это невероятно страшный опыт — попытаться спасти себя от одного скримера, который заканчивает игру». В заключение, Five Nights at Freddy’s была названа «фантастическим примером того, как находчивость в дизайне и тонкостях игры могут быть использованы для того, чтобы сделать игру страшной». Тем не менее, игра была подвергнута критике за слишком долгое время загрузки при запуске.
Омри Петтит из PC Gamer дал Five Nights at Freddy’s оценку в 80 баллов из 100, отметив, что игра взяла подход «чем меньше — тем лучше». Атмосферу игры хвалили за вызывание у игрока страха и неизвестности от приближающейся угрозы, вместо прямого появления самой угрозы, как в других играх в жанре survival horror. Однако, игровой процесс Five Nights at Freddy’s был подвергнут критике за однообразность действий, которая становится заметна после того, как игрок осваивается в игре. Райан Бейтс из Game Revolution дал игре 4,5 балла из 5, сравнивая его камеро-ориентированный игровой процесс с игрой 1992 года Night Trap. Он похвалил минималистичную презентацию игры. В заключение он заявил, что чувствует, что игра — «хоррор, сделанный верно», однако слишком короткий.
Eurogamer сравнил зверей-аниматроников с Плачущими Ангелами — хищными существами из вселенной британского научно-фантастического сериала Доктор Кто, из-за их способности передвигаться только тогда, когда за ними не наблюдают. Softpedia дал игре 4 из 5 звёзд, отметив, что игра «отходит от классических survival horror игр от первого лица», но что «неспособность двигаться в сочетании с ограниченной мощностью заставит вас чувствовать себя совершенно беспомощным перед безжалостными роботами, которые просто хотят поделиться своей „любовью“ с вами».
В сентябре 2023 года сайт GameRant поставил первую часть на второе место своего топа лучших игр во франшизе Five Nights at Freddy’s.

## Продолжения, популярность и наследие
После успеха Five Nights at Freddy’s, Скотт Коутон разработал и выпустил несколько сиквелов и приквелов, а также написал несколько книг по этой вселенной. В ноябре 2014 года выходит приквел оригинальной игры, Five Nights at Freddy's 2. В 2015 и 2017 годах соответственно выходят книги Five Nights at Freddy’s: The Silver Eyes и Five Nights at Freddy’s: The Twisted Ones. Третья книга, Five Nights at Freddy's: The Fourth Closet, вышла в 2018 году. Игровой спин-офф, FNaF World, вышел в 2016 году. В 2019 году вышла игра для очков виртуальной реальности Five Nights at Freddy’s: Help Wanted, куда вошли уровни, вдохновлённые предыдущими частями — на основе первой части создано пять мини-игр.
Five Nights at Freddy’s стала самой продаваемой игрой на Desura за первую неделю. Популярность игры сопровождалась видеороликами в жанре «летсплеи» на YouTube. Наиболее популярен оказался видеоролик блогера Марка Фишбаха, более известного как «Markiplier», набравший на 2022 год почти 100 миллионов просмотров. На популярность оказали влияние летсплеи Пьюдипая и «Jacksepticeye», а также каналы с различными теориями. Согласно статистике в Steam и Twitch на 2015 год, ежедневное число загрузок на ПК и мобильных устройствах достигало почти пяти тысяч, а прибыль — около 12 тысяч долларов. На основе игры было создано множество фанатских игр и подражаний. Самые заметные подражатели Five Nights at Freddy’s — Five Nights at Candy’s и The Joy of Creation. Первая отличается переносом действия в фастфуд-кафе, являющимся конкурентом пиццерии «Freddy Fazbear’s Pizza», и заменой медведя Фредди на кошку Кенди, вторая является бродилкой, где игрок может ходить по пиццерии «Freddy Fazbear’s Pizza». В целом, по состоянию на 2021 год, фанатских игр по Five Nights at Freddy’s разработано более двух тысяч.

## Экранизация
В апреле 2015 года студия Warner Bros. Pictures объявила, что получила права на киноадаптацию серии игр. Рой Ли, Дэвид Каценберг и Сет Грэхем-Смит заявили, что они будут сотрудничать с Коутоном, чтобы снять «безумный, ужасающий и странно восхитительный фильм». В июле 2015 года Гил Кенан подписал контракт на экранизацию и совместные съёмки с Тайлером Бёртоном Смитом.
В январе 2017 года Коутон заявил, что частично из-за «проблем в киноиндустрии в целом» фильм «был встречен несколькими задержками и блокпостами», и он был «на первом месте». Скотт пообещал, что будет участвовать в фильме с первого дня съёмок.
В марте 2017 года Коутон в Twitter выложил фотографию со студии Blumhouse Productions, предложив, чтобы в фильме появилась новая производственная компания. В мае 2017 года продюсер Джейсон Блум подтвердил эту новость, сказав, что был взволнован и тесно сотрудничал с Коутоном по экранизации игры. В июне 2017 года Кенан сказал, что он больше не руководил фильмом после фильма Warner Bros. Pictures Turnaround. В феврале 2018 года было объявлено, что Крис Колумбус будет руководить и снимать фильм, а также будет продюсировать его вместе с Блюмом и Коутоном. В августе 2018 года Коутон объявил, что первый черновик сценария для фильма, который включает в себя только события первой игры, был завершён, и что после первого фильма может появиться второй и третий. В том же месяце, Блум написал в Twitter, что фильм планируется выпустить в 2020 году. В ноябре Коутон заявил, что текущий сценарий фильма был отменён и разработка фильма снова задерживается. В октябре 2022 года потенциальная экранизация игры обрела режиссёра — им стала Эмма Тамми, а съёмки должны стартовать в начале следующего года. Съёмочный процесс длился с февраля по апрель 2023-го.
В 2021 году вышел фильм «Страна чудес Вилли» с Николасом Кейджем в главной роли. По сюжету герой Кейджа соглашается поработать в ночную смену уборщиком в семейный развлекательный центр, но восемь аниматроников оживают и хотят его убить. После анонса фильм стали сравнивать с Five Nights at Freddy’s из-за схожей концепции, хотя создатели «Страны чудес Вилли» отрицали любые сходства с игрой.
Премьера фильма «Пять ночей с Фредди» состоялась одновременно в кинотеатрах и на стриминг-сервисе Peacock в США и будет распространяться компанией Universal Pictures 27 октября 2023 года.